# Gannett
Gannett is een Amerikaanse mediaholding, opgericht in 1906. Het hoofdkantoor staat in Tysons Corner, in het grootstedelijk gebied van Washington D.C..
- Bibsys: 2019147
- Gemeinsame Normdatei: 10118190-5
- Library of Congress Control Number: n94011086
- Nationale Bibliotheek van Israël: 987007575015005171
- Virtual International Authority File: 153758849